# 670
670 (DCLXX) fue un año común comenzado en martes del calendario juliano, en vigor en aquella fecha.

## Acontecimientos
- Mesoamérica: fundación de Colhuacan en el valle de Anáhuac, de acuerdo con la crónica de Chimalpahin.

## Nacimientos
- Chilperico II, rey franco merovingio

## Arte y literatura
- Construcción de la cripta de San Antolín en la catedral de Palencia (fecha aproximada).[1]

## Fallecimientos
- Brahmagupta, matemático y astrónomo indio.